# Panagia tis Kyras (Livadia)

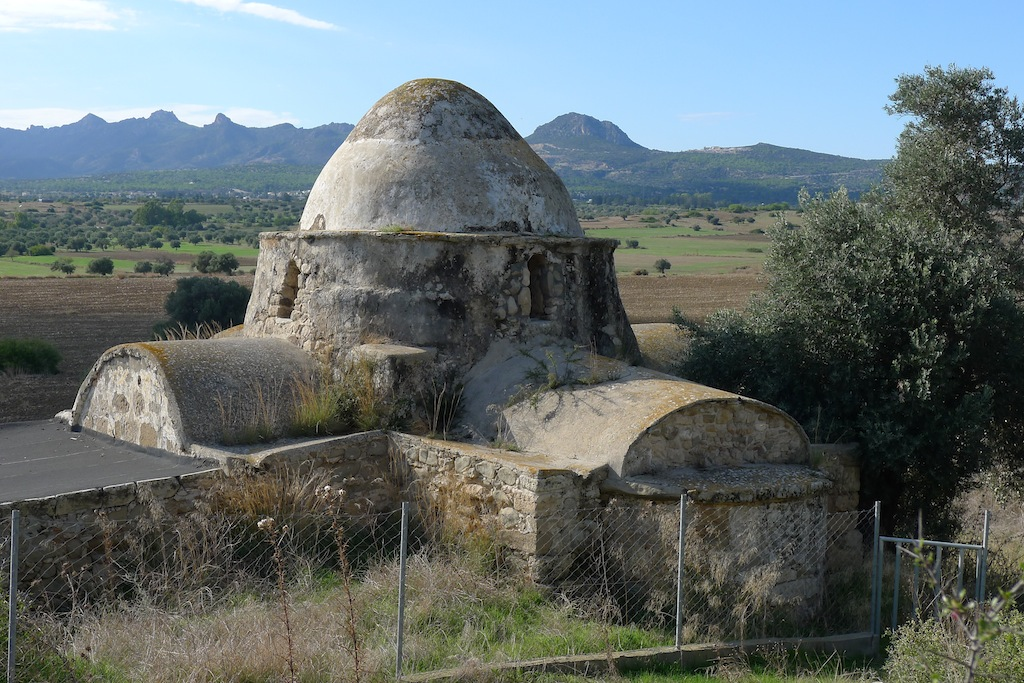
Panagia tis Kyras von Osten

Die Panagia tis Kyras (Παναγία της Κυράς) ist eine griechisch-orthodoxe Kreuzkuppelkirche aus dem 12. Jahrhundert in der international nicht anerkannten Türkischen Republik Nordzypern, nahe dem Dorf Livadia (Sazlıköy) auf der Karpas-Halbinsel. Dies ist schon insofern ungewöhnlich, als fünf der sechs auf Zypern bestehenden Kreuzkuppelkirchen dieser Epoche auf der Halbinsel stehen.

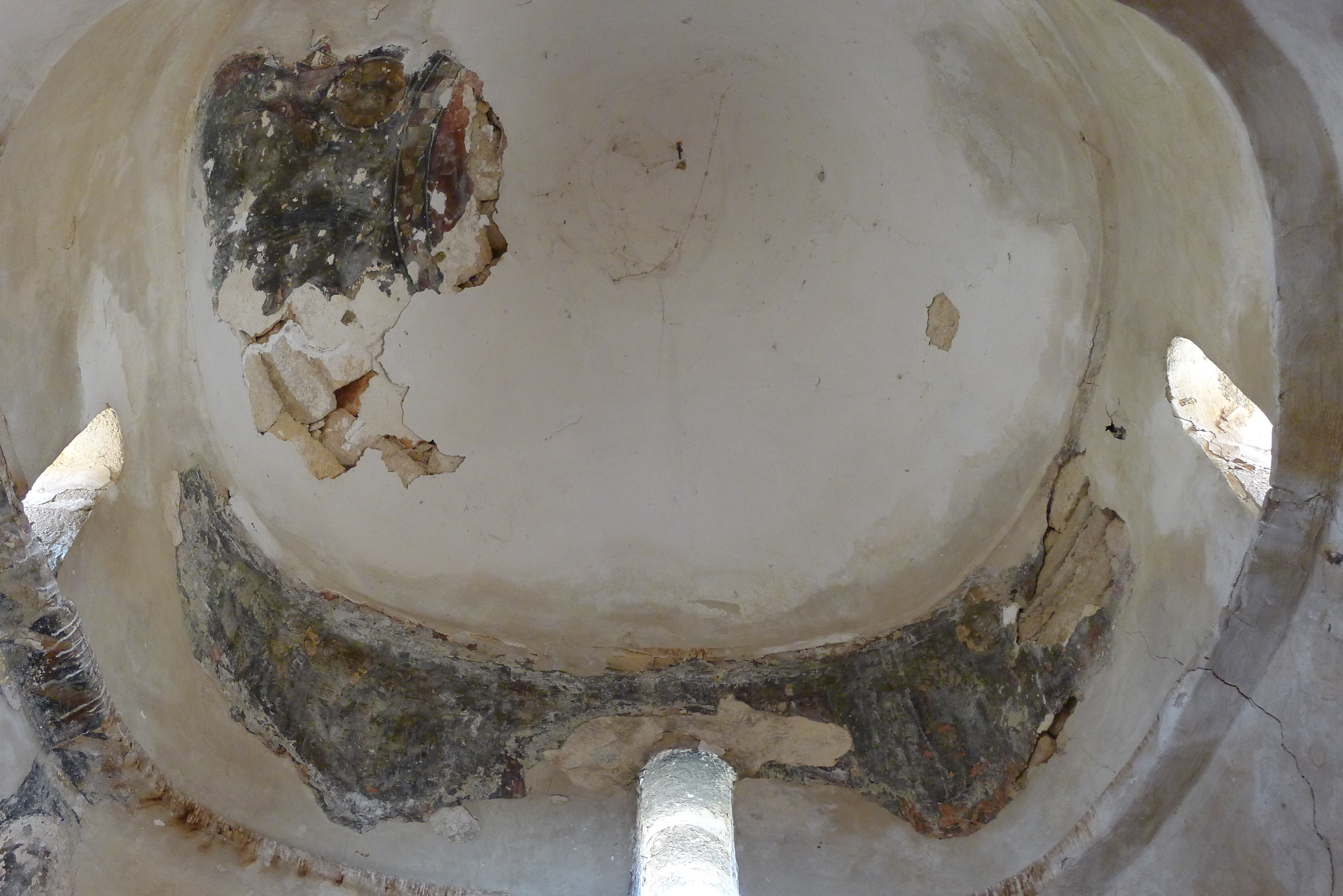
Innenansicht der Kuppel im Jahr 2012

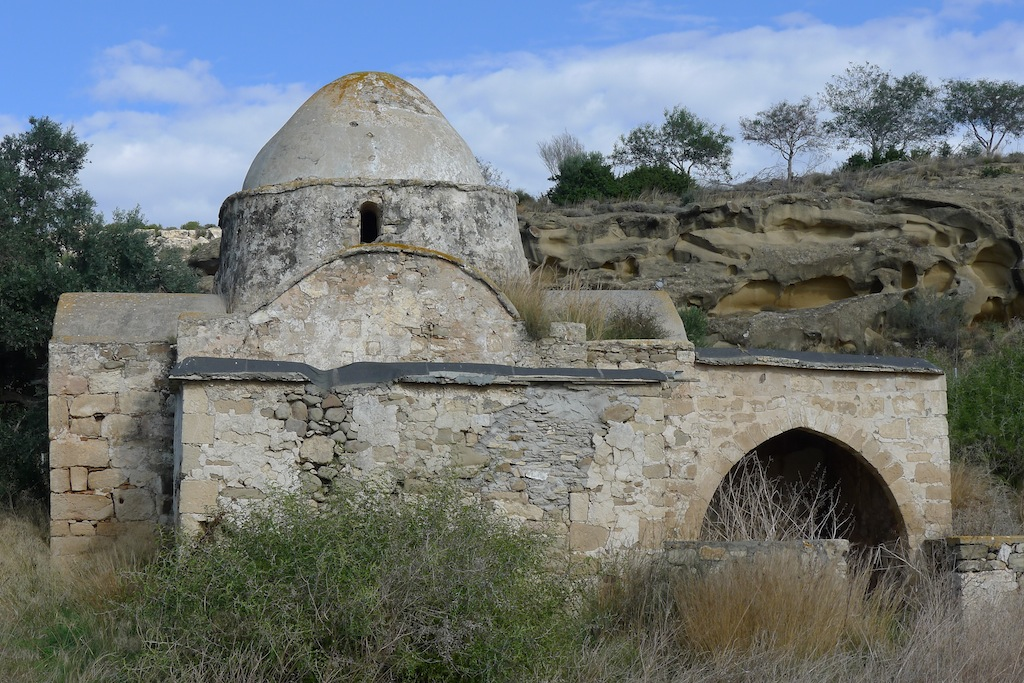
Panagia tis Kyras von Westen

Ihre im Durchmesser nur 2,10 m große Apsis, die den Ostabschluss eines antiken Vorgängerbaus gebildet hatte, enthielt ein frühchristliches Mosaik aus dem 7. Jahrhundert mit der singulär dargestellten Mutter Gottes. Dieses Mosaik wurde erst 1961 von E. J. W. Hawkins freigelegt und wurde dabei restauriert. Nachdem dort Jahrzehnte lang von der griechischen Bevölkerung einzelne Steine als Wunderheilmittel gegen Haut- und Blutkrankheiten herausgebrochen und benutzt worden waren, stahlen kurz nach der türkischen Invasion 1974 international vernetzte Kunsträuber offenbar ungehindert und gezielt die Kunstschätze an den Decken und Wänden (vergleichbar mit dem Fall der Panagia Kanakaria, wenige Kilometer östlich).
Das Bildprogramm ließ sich dank der Restaurierung ab 1961 jedoch rekonstruieren. Die etwa 1,20 m hohe Gottesmutter war gänzlich allein als stehende Orante vor einem goldenen Hintergrund dargestellt. Eine solche Darstellung gab es ansonsten in keinem Altarbereich einer Kirche. Ihr Haupt war mit einem goldenen Nimbus, der wiederum mit türkisfarbenen Tesserae umrahmt war, umgeben. Gesicht und Hände sind aus sehr kleinen Steinchen gefertigt, die meist nur 2 bis 3 mm groß sind. 
Auch die Stirnwand der spätantiken Apsis war mit einem Mosaik versehen, möglicherweise einer der Erzengel.